# Лінія М5 (Будапештський метрополітен)

Проєкт трасування лінії.

Лінія М5 (угор. M5-ös metróvonal) — проєктована лінія Будапештського метро. До складу лінії увійдуть кілька залізничних маршрутів в межах Будапешта і буде споруджена підземна ділянка у центрі міста.

## Історія
Вперше про плани будівництва лінії говорили в 1990-х роках, у зв'язку із зростанням населення передмість.
У 2005 році на розвиток проєкту виділено 100 мільйонів форинтів, датою відкриття лінії оголосили 2010. У зв'язку з нестачею фінансування, мер Будапешта заявив, що гілку відкриють до 2020 року.

## Маршрут
Згідно з проєктом, лінія включить в себе кілька приміських маршрутів і пройде під землею в центрі Будапешта. Матиме пересадки на всі 4 існуючі лінії метро.